# Bridge of Weir
Bridge of Weir (Brig o' Weir en gaélique (gd)) est une ville d'Écosse, située dans le council area et région de lieutenance du Renfrewshire.
La ville est située dans la vallée du Strathgryfe, elle est mitoyenne de Ranfurly, mais aussi de Quarrier's Village qui se trouve dans le council area d'Inverclyde. Malgré un centre-ville encore actif et quelques employeurs locaux, Bridge of Weir est progressivement devenu une ville-dortoir pour les pôles urbains de Glasgow et de Paisley.
Bishopton a disposé dans le passé d'une gare (en), fermée depuis le 10 janvier 1983, qui la reliait à Johnstone et à Greenock.